# Friedrich Adolf van der Marck

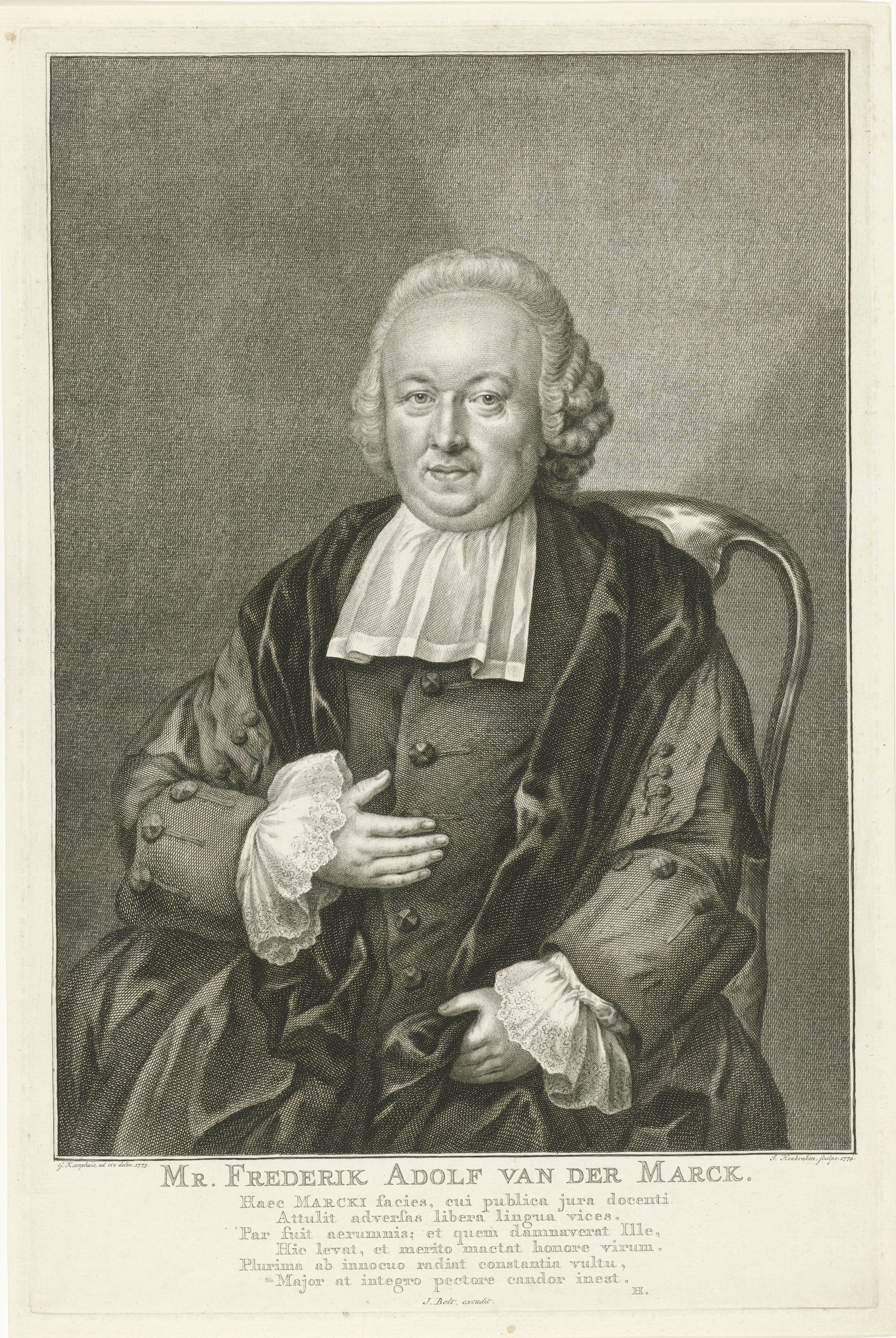

Friedrich Adolf van der Marck (* 9. März 1719 in Hattingen, Grafschaft Mark; † 1. November 1800 in Groningen) war ein deutscher Juraprofessor.

## Leben
Friedrich Adolf van der Marck besuchte die Lateinschule in Emmerich am Rhein. Danach besuchte er das Gymnasium in Essen und studierte anschließend an der Universität in Duisburg. Am 3. August 1748 wurde er in Duisburg zum Doktor der Rechte promoviert. In Duisburg wurde er zweimal erfolglos als Professor vorgeschlagen.
Nach seiner Professur ab 1758 in Groningen wurde er 1774 Jura-Professor am akademischen Gymnasium Lingen. Es folgten Lehrstühle 1783 in Deventer, später Burgsteinfurt und 1795 in Groningen, wo er auch am 1. November 1800 starb.